# Oxchuc
Oxchuc là một đô thị thuộc bang Chiapas, México. Năm 2005, dân số của đô thị này là 41423 người.